# Hans Martin Gjedrem
Hans Martin Gjedrem (6 giugno 1980) è un ex biatleta e fondista norvegese.

## Biografia
Iniziò praticando lo sci di fondo, prendendo parte a due edizioni dei Mondiali juniores. Dal 2002 si dedicò al principalmente al biathlon, pur continuando a partecipare a competizioni minori di fondo (gare FIS, campionati nazionali)
In Coppa del Mondo di biathlon esordì il 15 dicembre 2005 a Osrblie (63º), ottenne il primo podio il 3 marzo 2007 a Lahti (3º) e l'unica vittoria il 2 marzo 2008 a Pyeongchang. In carriera non prese parte né a rassegne olimpiche, né iridate.

## Palmarès

### Biathlon

#### Coppa del Mondo
- Miglior piazzamento in classifica generale: 40º nel 2007
- 2 podi (1 individuale, 1 a squadre):
  - 1 vittoria (a squadre)
  - 1 terzo posto (individuale)

##### Coppa del Mondo - vittorie
| Data         | Località    | Nazione       | Specialità                                                    |
| ------------ | ----------- | ------------- | ------------------------------------------------------------- |
| 2 marzo 2008 | Pyeongchang | Corea del Sud | MX (con Ann Kristin Flatland, Solveig Rogstad e Alexander Os) |

Legenda:

MX = staffetta mista